# ۱۲۹۵ (قمری)
۱۲۹۵ (قمری)، هزار و دویست و نود و پنجمین سال در گاهشماری هجری قمری است. اول محرم این سال برابر با پنجم ژانویه سال ۱۸۷۸ میلادی است.

## زادگان
سید حسن تقی زاده، روشنفکر و یکی از رهبران مشروطه خواه در تبریز

## وابسته
- علمی (روزنامه)